# Autovía de Málaga

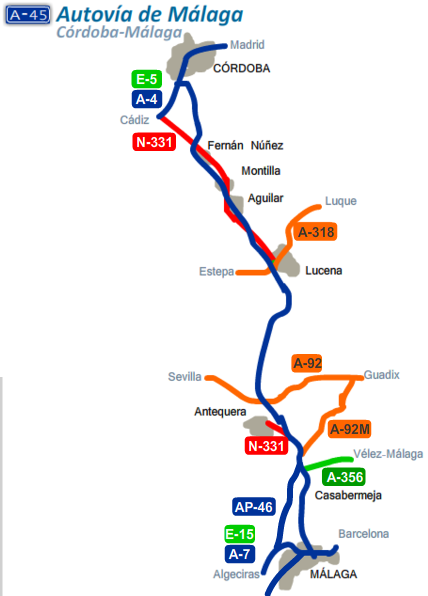
Itinerario de la autovía A-45

La autovía de Málaga o A-45 es una autovía andaluza que conecta las ciudades de Córdoba y de Málaga pasando por la campiña sur de la provincia cordobesa. Fue abierta en su totalidad el 22 de diciembre de 2009.
El primer tramo que se construyó y que más tiempo lleva en servicio es el Antequera (A-92)-Málaga (A-7), que se inauguró sobre 1992, y que soporta en la actualidad un volumen de tráfico de unos 50 000 vehículos/día, al ser, hasta 2011, el único acceso a la Costa del Sol y el Campo de Gibraltar desde el interior. El último tramo entró en servicio a finales del 2009 y es el que discurre entre Encinas Reales y Benamejí, construido por la UTE San José-Detea.
Esta vía soporta un gran volumen de tráfico entre el Puerto de las Pedrizas y la ciudad de Málaga, debido a que dicho trayecto es usado por la mayoría de los vehículos que provienen de Córdoba y Madrid (por la A-4), de Granada (por la A-92M), y de Sevilla (por la A-92), o se dirigen a estos destinos desde la provincia de Málaga o el Campo de Gibraltar (por la A-7).
Esta situación quedó atenuada cuando se inauguró la autopista de peaje AP-46 (Las Pedrizas-Málaga), una gran obra de ingeniería con muchos túneles y viaductos. Su apertura estaba prevista para el día 1 de enero de 2010; sin embargo, las obras de construcción se retrasaron y la autopista entró en funcionamiento el 28 de octubre de 2011.

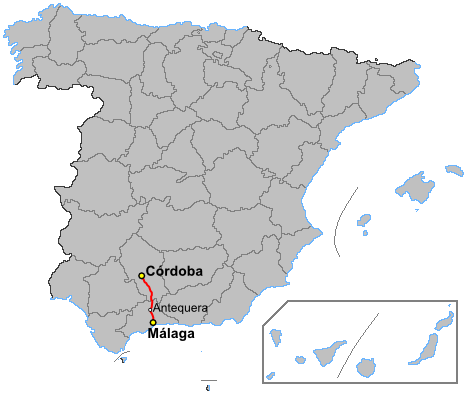

## Tramos
| Denominación | Tramo | Kilómetros          | Año servicio                                                      |
| ------------ | --- | ------------------- | ----------------------------------------------------------------- |
| A-45         | Córdoba Sur CO-32 A-4 - Fernán Núñez | 18                  | 2006                                                              |
| A-45         | Fernán Núñez - Montilla | 10,6                | 2007                                                              |
| A-45         | Montilla - Aguilar de la Frontera Norte | 8,8                 | 2005                                                              |
| A-45         | Variante de Aguilar de la Frontera Tramo: Aguilar de la Frontera Norte - Aguilar de la Frontera Sur | 8,3                 | 2002                                                              |
| A-45         | Aguilar de la Frontera Sur - Lucena Norte | 20                  | 2004                                                              |
| A-45         | Variante de Lucena Tramo: Lucena Norte - Lucena Sur | 8                   | 2004                                                              |
| A-45         | Lucena Sur - Encinas Reales Norte | 6,9                 | 2005                                                              |
| A-45         | Variante de Encinas Reales Tramo: Encinas Reales Norte - Encinas Reales Sur | 4                   | 2008                                                              |
| A-45         | Encinas Reales Sur - Benamejí Sur Subtramo: Encinas Reales Sur - Benamejí Este Subtramo provisional: Variante de Benamejí (sentido Norte) Subtramo completo: Variante de Benamejí (sentido Sur) Subtramo: Benamejí Sur - Cañadas de Pareja | 1 5,5 5,7 5,5       | 2009 1 carril por sentido: 2009 2 carriles por sentido: 2009 2009 |
| A-45         | Cañadas de Pareja - Antequera Norte A-92 | 13,5                | 2008                                                              |
| A-45         | Antequera Norte - Ciudad Jardín (Málaga Norte) Subtramo: Antequera Norte A-92 - Enlace pkm 111 Subtramo: Enlace pkm 111 - Puerto de Las Pedrizas A-92M Subtramo: Puerto de Las Pedrizas A-92M - Puerto de Las Pedrizas AP-46 Subtramo original: Puerto de Las Pedrizas AP-46 - Enlace Presa del Agujero Subtramo ampliado: Puerto de Las Pedrizas AP-46 - Enlace Presa del Agujero Subtramo: Enlace Presa del Agujero - Ciudad Jardín (Málaga Norte) A-7 | 12 4,4 2,7 22,8 2,1 | 1992 1 carril por sentido: 1973 2 carriles por sentido: 1992 1973 |

## Salidas
| Número de Salida | Nombre de Salida | Carretera que enlaza |
| ---------------- | --- | -------------------- |
|                  | CO-32 Córdoba (oeste) 10 aeropuerto E-5 A-4 Córdoba 11 Madrid 400 Sevilla 137 Jerez 218 Cádiz 254 A-45 Lucena 60 Antequera 107 Málaga 152                 | E-5 A-4 CO-32 A-45   |
| 5                | |                      |
| 16               | Fernán Núñez | N-331                |
| 21               | Área de Servicio de La Rambla |                      |
| 24               | Montemayor La Rambla |                      |
| 27               | Montilla (norte) Montemayor La Rambla | N-331 A-386          |
| 32               | Montilla Fuente de la Higuera Montalbán de Córdoba |                      |
| 37               | Montilla Fuente de la Higuera Aguilar de la Frontera | CO-5200              |
| 40               | Puente Genil Aguilar de la Frontera (sur) | A-304                |
| 44               | Monturque Aguilar de la Frontera | N-331                |
| 49               | Monturque Moriles Cabra | N-331 A-342          |
| 56               | A-318 Lucena (norte) 4 Cabra 17 Estepa 43 Puente Genil 28 A-92 Sevilla 149 Cádiz 231 Huelva 248                                                           | A-318                |
| 62               | Lucena Pol. Industrial | N-331                |
| 72               | Encinas Reales Rute | N-331 A-344          |
| 75               | Benamejí | N-331                |
| 78               | El Tejar Palenciana | N-331                |
|                  | Provincia de Málaga / Provincia de Córdoba |                      |
| 82               | ENTRADA/SALIDA CERRADA Área de Servicio de Antequera (obras adjudicadas)                                                                                  |                      |
| 86               | Cuevas Bajas Villanueva de Algaidas Alameda | MA-6414 MA-6415      |
| 92               | Los Llanos de Antequera | N-331                |
| 98               | A-92 Granada 87 Sevilla 152 Loja 40 Antequera 13 Almería 256 Guadix 143 A-384 Campillos 33 Algodonales 93 Arcos 141 A-382 E-5 A-4 171 Jerez 168 Cádiz 201 | A-92                 |
| 102              | Antequera Cueva de El Romeral Pol. Industrial | A-7282               |
| 107              | Antequera | N-331                |
| 110              | Área de Servicio de La Sierra |                      |
| 114              | A-7204 Villanueva de Cauche 3 Colmenar 16 Villanueva de la Concepción 12 A-92M Granada 94                                                                 | A-7204               |
| 115              | Villanueva de Cauche Villanueva de la Concepción | A-7204               |
| 116              | AP-46 Málaga 35 Algeciras 162 Almería 232 | AP-46                |
| 123              | Casabermeja Colmenar Vélez-Málaga | A-356                |
| 124              | Casabermeja Colmenar Villanueva de la Concepción |                      |
| 127              | Casabermeja |                      |
| 134              | Lagar de Cotrina Casas de Valladares |                      |
| 136              | Cambio de sentido |                      |
| 140              | Pantano del Agujero | MA-3101              |
| 142A             | E-15 A-7 Torremolinos Algeciras Cádiz | E-15 A-7             |
| 142B             | E-15 A-7 Rincón de la Victoria 17 Motril 101 Almería 201                                                                                                  | E-15 A-7             |
|                  | A-45 Málaga 1 Av. de Jacinto Benavente |                      |